# Drög
|  | Wiktionary har en ordboksartikel om drög. |

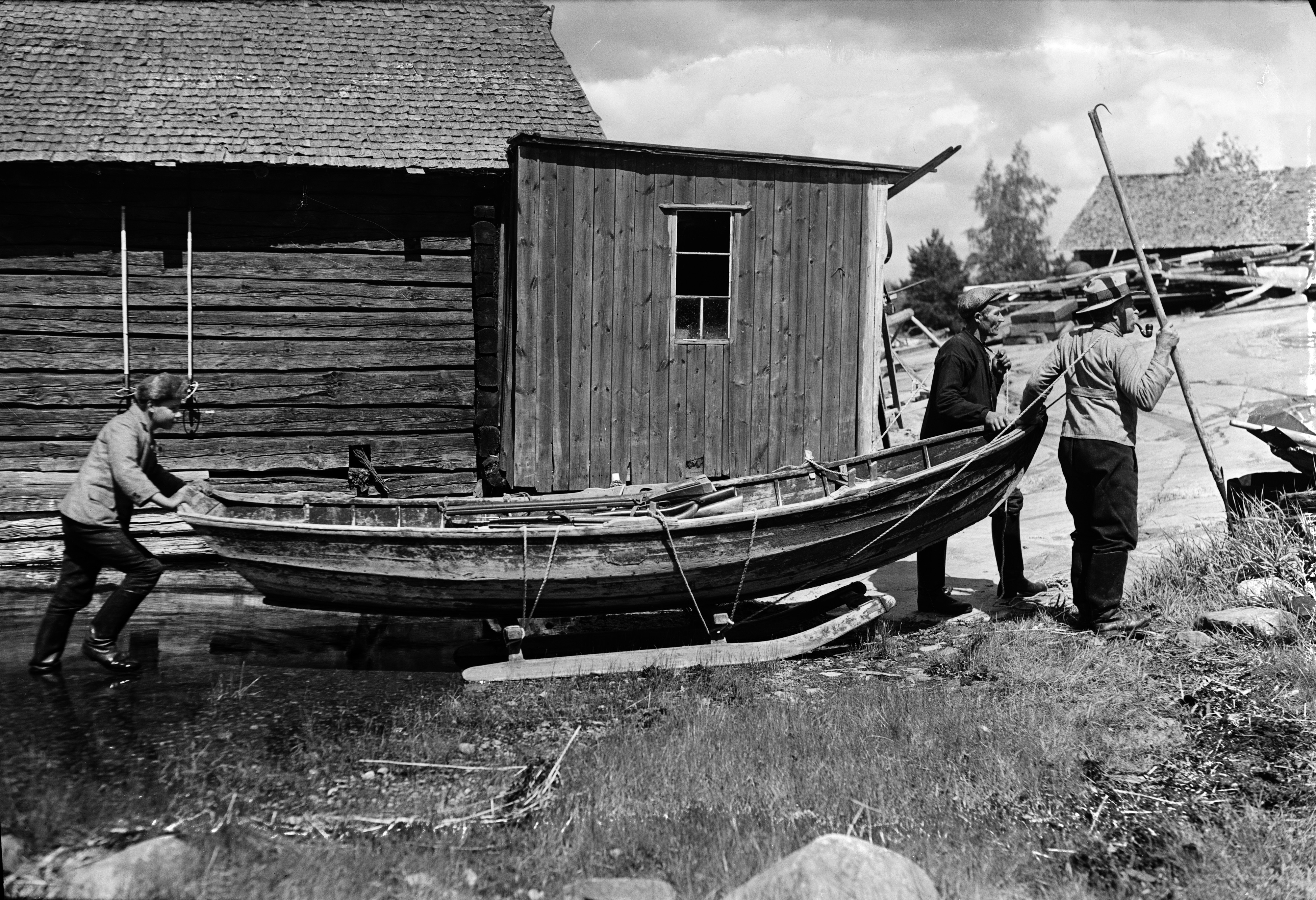
Säleka ("saelisöka") på drög, Andö, Finland, 1934.

Drög (fornsvenska: drøgh, fornnordiska: drag, av verbet draga) är ett brett begrepp för ett enkelt släpredskap i form av en enkel släde med främst oskodda flatbottnade medar i trä – ibland tvetydigt med släpa. Carl von Linné, som var från Småland, ska ha kallad en skidkälke han såg i Särna för drög.
Liknande begrepp finns på ryska som дровни (drovni), 'дрова́' (drová, ”ved”) + '-ня' (-nja, ”substantiverande suffix”), vilket betyder träsläde av enkel kvalitet.

## Beskrivningar
Drögar har förekommit i olika utföranden regionalt och genom tiden. Svenska Akademiens ordbok (SAOB) 1922 beskriver den som följande:
Drög, ett slags grov (vanligen oskodd) arbetssläde (med långa medar och slät brädbotten) att forsla sten, stockar och dylikt på; släpa

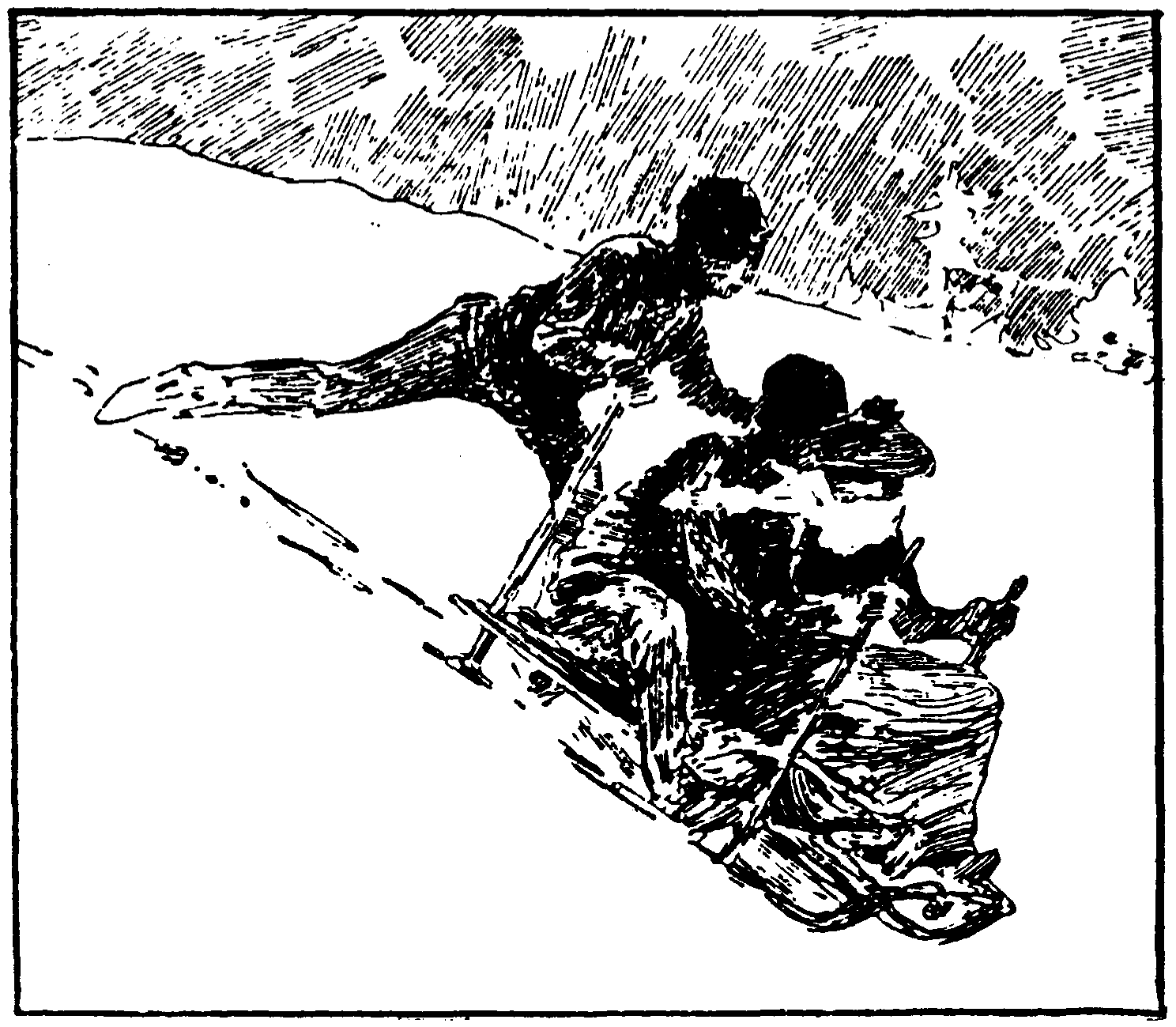
Drögen i andra upplagan av Nordisk familjebok (1911).

Fjärde upplagan av Nordisk familjebok, utgiven 1951, återger en nerkortad variant av SAOB:s beskrivning, men andra upplagan av Nordisk familjebok, utgiven 1911, ger å andra sidan en annan beskrivning, i princip en grövre sparkstötting som antagligen är regional:
Åkning med drög, varvid den styrande står på ett ben på ena meden bakom kälken och passagerarna sitta på densamma, är ganska vanlig i Sverige. Drögen är en ganska kort och bred kälke, försedd med 4 upprättstående stakar, 2 främre, kortare och 2 bakre. Den användes i dagligt bruk som lastkälke och om söndagarna till idrottsändamål. En förbättring av drögen är sparkstöttingen, som har sitt ursprung i Norrland, där den länge varit ett förträffligt fortskaffningsmedel och vintertid ersätter järnvägar och andra kommunikationsmedel.

Adolf Vilhelm Carlsson (1859–1947), akademiskogvakt i Stenås, Frösunda, beskrev drögen som följande 1932:
Att släpa jaktbyte och självdöda djur på bara marken förekom sällan utan det användes en drög att släpa det på. Drögen består av två grova medar med tvärbankar över, och den användes att släpa sten och tyngre föremål på.

Han beskrev även en harv som kunde fungera som släpdon:
På harven finns ej släpmedar, den kan släpas om man vänder pinnarna uppåt, men en och annan
tyngre sladd är försedd med släpmedar på övre sidan.

## Forntiden
Under vikingatiden fanns särskilda drögar för sjöfart (fornnordiska: drag) formade efter skeppets köl ungefär som en balja, även beskrivna som en ”falsk köl”, avsedda att dra skeppet över land vid behov såsom var vanligt vid färd i österled.

## Exempelbruk
Drögens enkla konstruktion gör den passande för hårt slit. Exempelvis på bruk är följande:
- Om drögen släpas i medarnas riktning, kan den användas för tunga transporter kortare sträckor, t.ex. för att förflytta storstenar.
Det förekommer även att man anpassar drögen med diverse påbyggnader, för exempelvis 
  - Transport av sommarfällt timmer från skogen till väg.
  - Transport av träkol från kolmila till väg.
  - Transport av is vintertid, till användning i isskåp.
- Om drögen släpas tvärs medarnas riktning kan den användas för utjämning av jorden på en åker, som blivit fårad, t.ex. vid potatissättning för att fylla igen fårorna. Vid denna användning är sladd en vanligare benämning på redskapet.

## Bilder

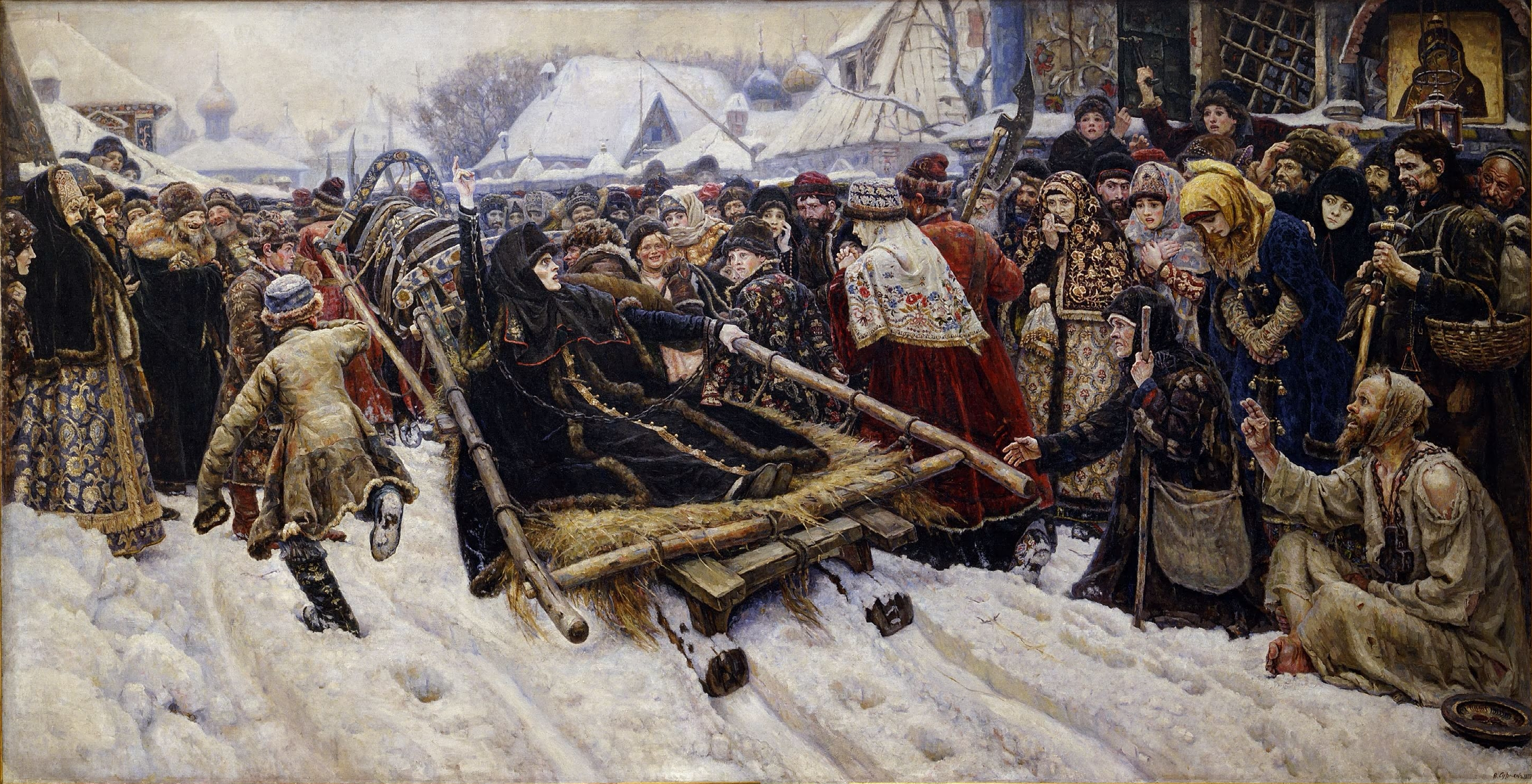
Feodosia Morozova bortsläpad på en drög (enkel släde), målad 1887 av Vasilij Surikov.
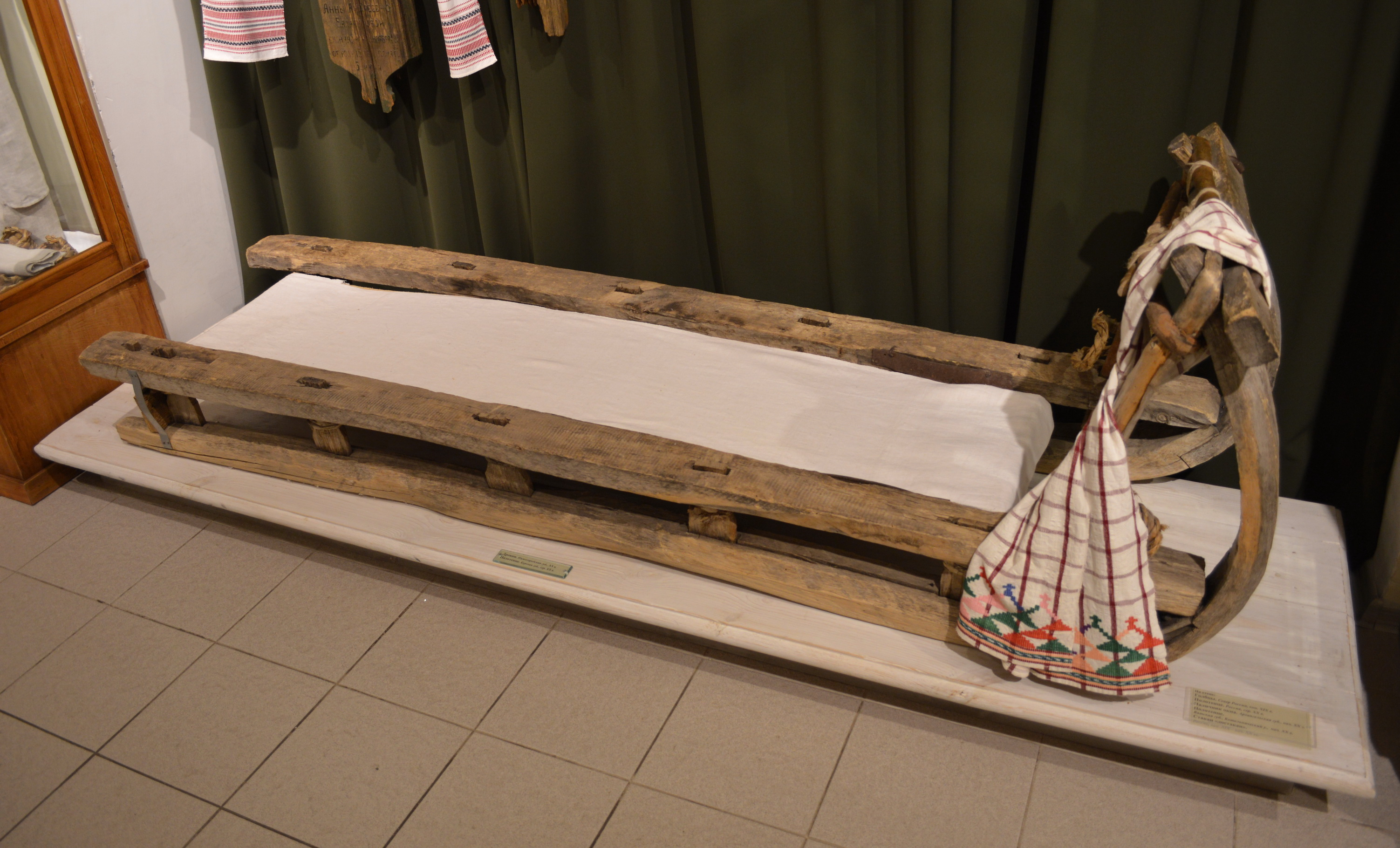
Rysk drög (ryska: дровни, drovni).
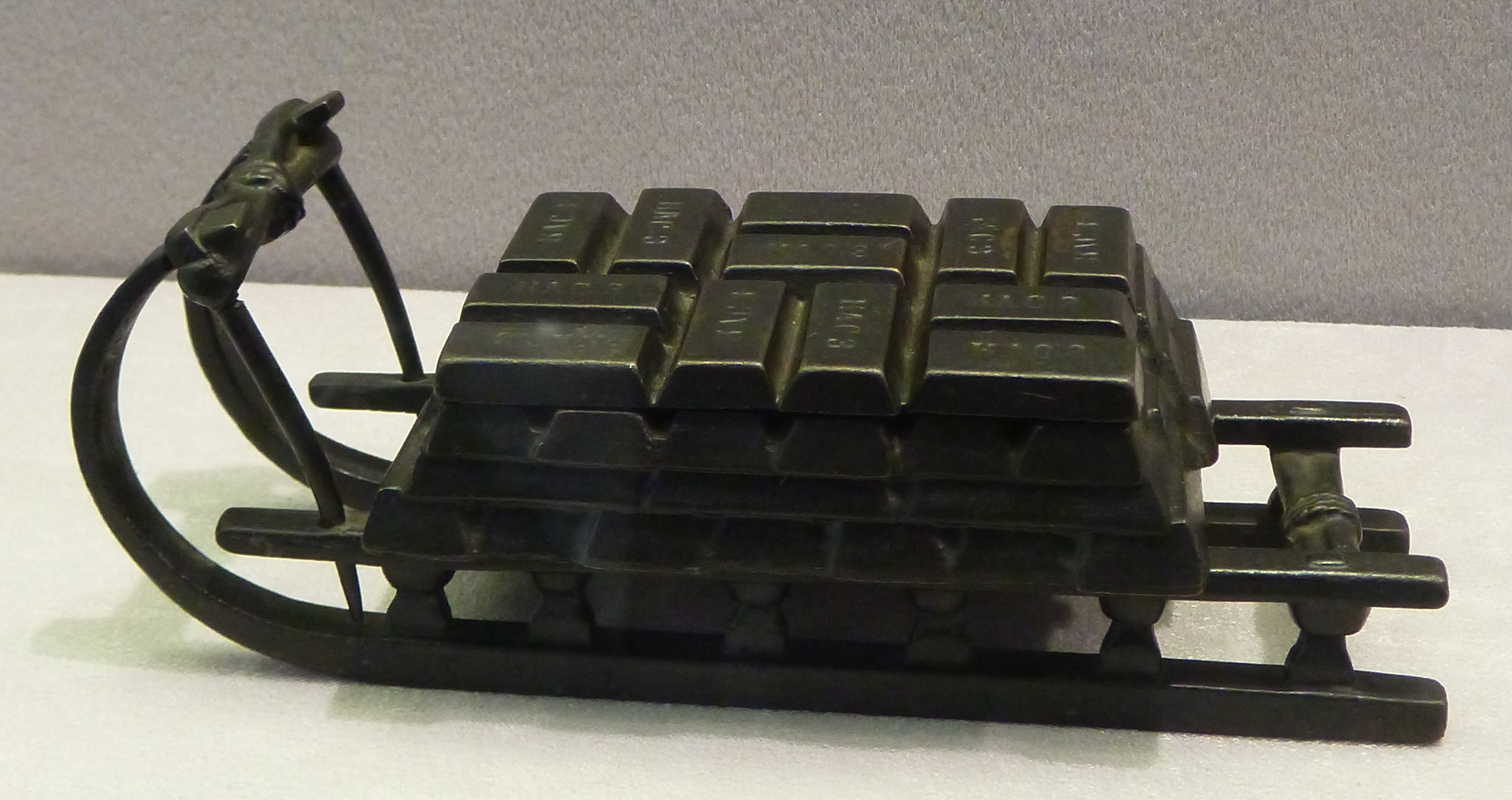
Rysk drög (ryska: дровни, drovni) med gjutjärn.